# Jackson County, North Carolina
Jackson County är ett administrativt område i delstaten North Carolina, USA, med 40 271 invånare. Den administrativa huvudorten (county seat) är Sylva. 
Countyt har fått sitt namn efter general Andrew Jackson som var USA:s sjunde president 1829-1837 som hade besegrat britterna i slaget vid New Orleans den 8 januari 1815.

## Geografi
Enligt United States Census Bureau så har countyt en total area på 1 281 km². 1 271 km² av den arean är land och 10 km² är vatten. 

### Angränsande countyn
- Haywood County - nordost
- Transylvania County - öst
- Oconee County, South Carolina - syd
- Macon County - väst
- Swain County - nordväst